# Misène
Misène (en latin : Misenum) est le site naturel d’un ancien port militaire  romain, aujourd'hui, situé sur la commune de Bacoli, dans la province de Naples. 

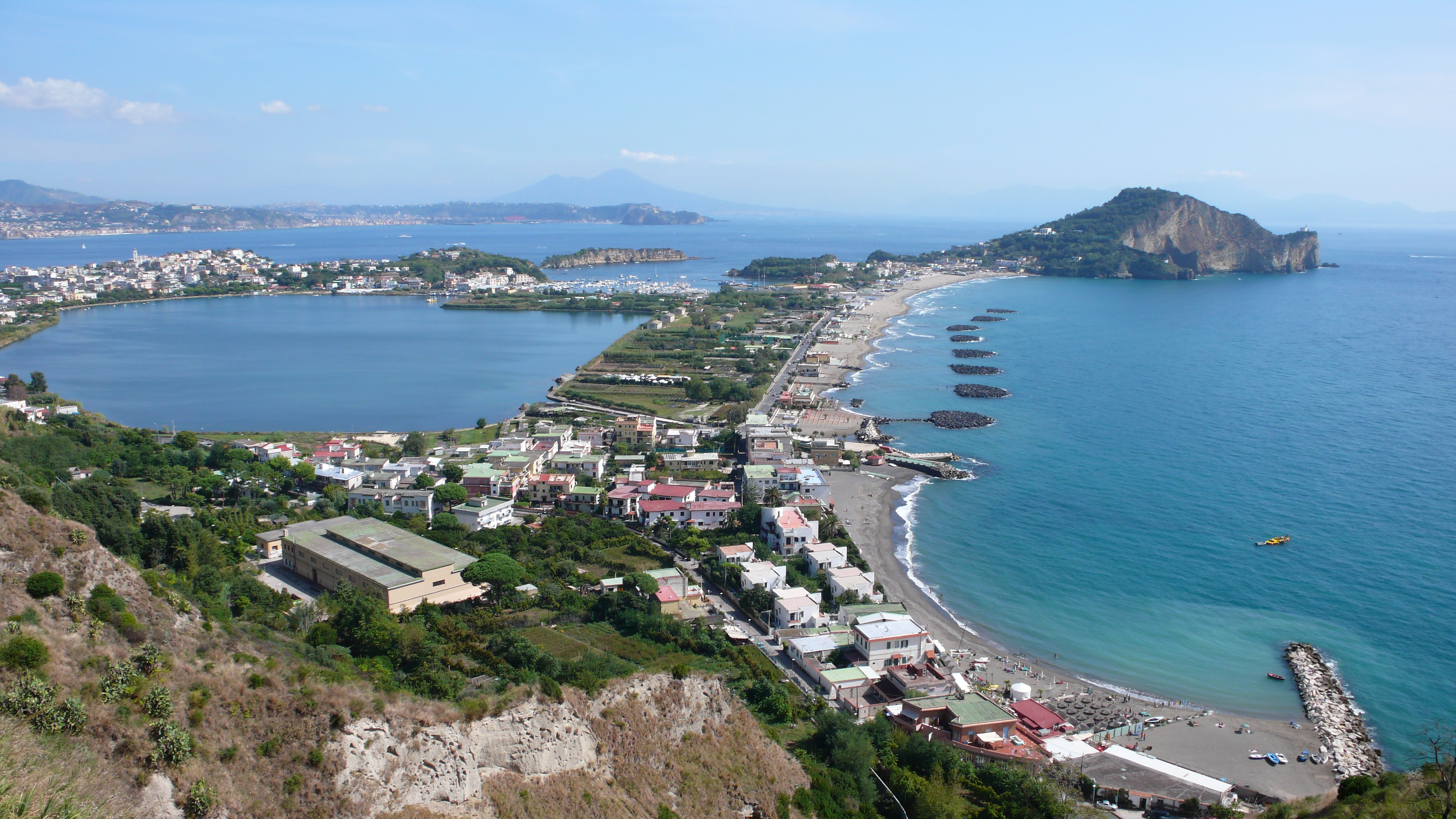
Le site de l'ancien port romain.

## Étymologie
Selon la mythologie, le nom latin de Misène vient du nom de Misenus, un compagnon d’Hector et un trompettiste d’Énée. D’après l'Énéide de Virgile, Misenus s’est noyé près de cet endroit après une compétition de trompette avec le dieu de la mer Triton, qui punit son hybris.

## Port militaire romain

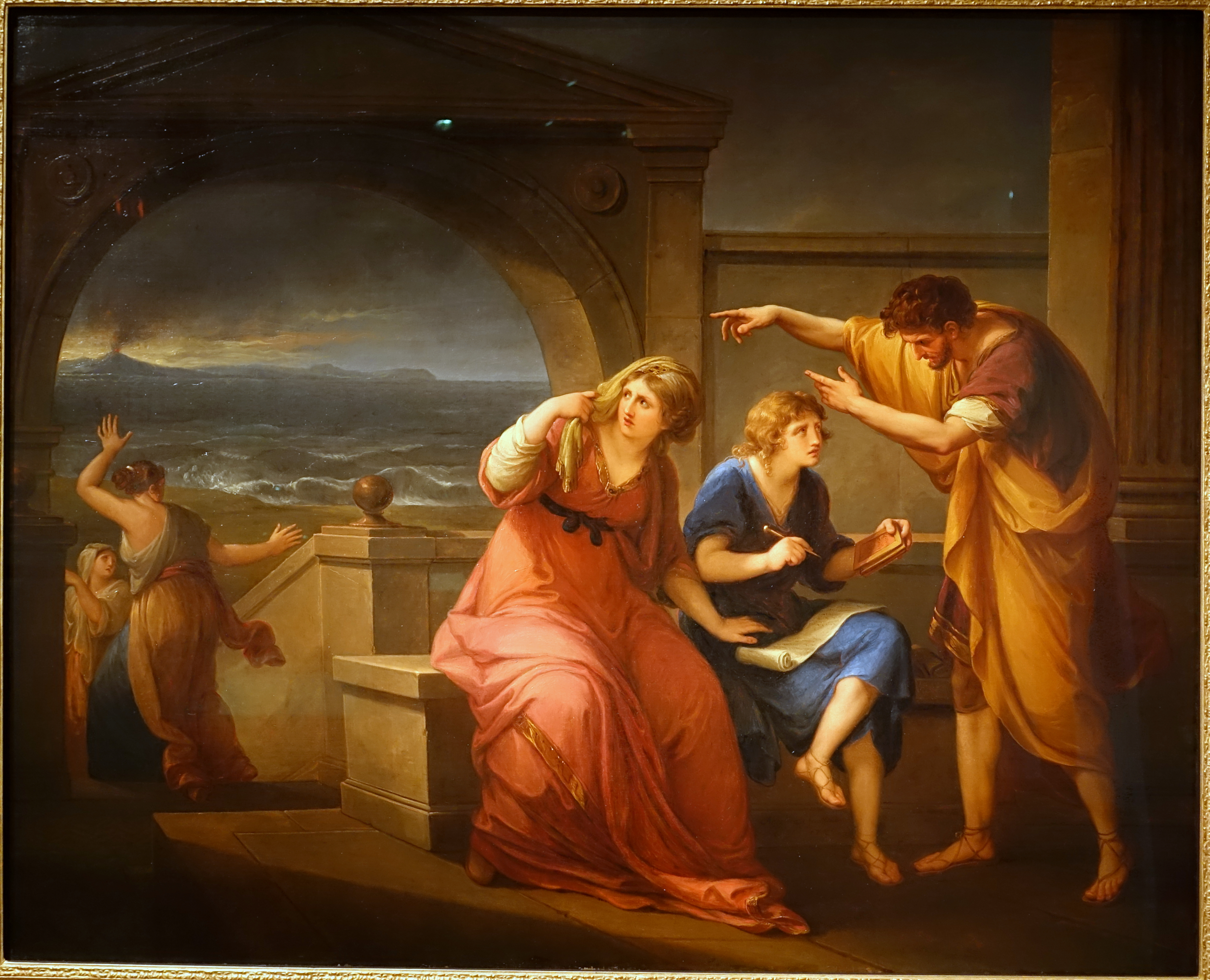
Pline le jeune et sa mère à Misenum
Angelica Kauffmann, 1785
Musée d'Art de l'université de Princeton

Il est institué par Auguste aux environs de 27 av. J.-C.. Les Romains utilisèrent la configuration naturelle du port, qui consiste en une double baie (une interne et une externe), adaptant les espaces internes aux chantiers navals tandis que la partie extérieure était utilisée comme port proprement dit. Les navires de la flotte restaient à l'abri dans la base en automne et en hiver : la navigation commençait le 5 mars avec la fête dite Isidis Navigium en honneur de la déesse égyptienne Isis, patronne de la mer, des marins et l'activité maritime.
Le port de Misène accueillait la flotte Classis Misenensis, qui avait la fonction (avec la Classis Ravennatis, basée à Ravenna) de contrôler toute la mer Méditerranée.
Par ses paysages naturels magnifiques situés tout près de la base maritime et sa proximité avec les cités romaines importantes de Puteoli et Naples, Misène devient le site des villas romaines de luxe.
Pline l'Ancien était le préfet de la flotte de Misène en 79 ap. J.-C., au moment de l’éruption du Vésuve qui était visible depuis la baie. Voyant le début de l’éruption, il voulut s’en rapprocher par curiosité scientifique et pour organiser les secours, et mourut étouffé par les retombées du volcan. Le récit de sa mort nous est donné par son neveu Pline le Jeune, qui était aussi présent à Misène à ce moment-là.
Misène est décrite dans le roman de Robert Harris, Pompéi, comme le lieu où se situait la Piscina mirabilis, réservoir terminal dans lequel l’aqueduc d’Auguste (Aqua Augusta) se vidait.